# 白景屹
BrAnT.B小白（1997年7月20日—），本名白曜隆，陕西省西安市人，中國大陸嘻哈饶舌男歌手，曾經為嘻哈團體紅花會的成員之一，現已退出。2017年，参加爱奇艺Hip-hop音乐节目《中国有嘻哈》，進入前九強。
因為在參加《中国有嘻哈》的過程中常和隊友PG ONE互動親密，兩人被粉絲稱呼為「百萬CP」。
2018年3月25日，小白通过新浪微博宣布退出红花会，改名白景屹，以个人形式发展。